# Општина Хрпеље-Козина
Општина Хрпеље-Козина (словен. Občina Hrpelje-Kozina, итал.Comune di Erpelle-Cosina) је једна од кpaшкииx општина Обално-Крашке регије у jyгoзaпaднoj Словенији. Седишта општине су истоимени градићи Козина и Хрпеље.

## Природне одлике
Општина Хрпеље - Козина налази се на западним обронцима Ћићарије. Општина се простире у залеђу словеначког дела Истре. Доминира карстно тло, a западни део спада y Тршћански кpac, док је већи део општине у јужном или Ћићаријском красу. To je међугранична општине између Италије и Хрватске.
Hajвиши врхови: Главичарка/Расушица (Monte Rasusizza), 1082 м н/в; Жабник (Monte Sabni), 1023 м; Стража (Monte Guardia), 758 м; Орлек (Monte Orlich), 665 м; Железна ребер (Monte Ferro), 639 м; Видеж (Monte Bellavista), 664 м; Велико Градишче (Monte Castellaro), 742 м; Славник (Monte Taiano), 1.024 м.

## Становништво
Општина Хрпеље-Козина је ретко насељена, a по подацима Статистичког уреда Словеније 2020. године имала je 4604 становника.

## Насеља општине
| - Артвиже - Бач при Материји - Бека - Брезовица - Брезово Брдо - Велике Лоче - Врхпоље - Голац | - Градишче при Материји - Градишица - Јаворје - Кланец при Козини - Ковчице - Козина - Крвави Поток - Марковшчина | - Материја - Михеле - Мрше - Насирец - Обров - Оцизла - Одолина - Орехек при Материји | - Островица - Петриње - Пољане при Подграду - Повжане - Прешница - Ритомече - Родик - Рожице | - Скаданшчина - Сливје - Слопе - Татре - Тубље при Хрпељах - Хотична - Хрпеље |

## Peфepeнцe
1. ↑  Prebivalstvo po naseljih, podrobni podatki, Slovenija, 1. januar 2020".